# Nigramma purpurascens
Nigramma purpurascens là một loài bướm đêm trong họ Noctuidae.